# Halkbank SK
Le Halkbank Spor Kulübü est un club omnisports situé à Ankara en Turquie. 
Il est particulièrement connu pour ses sections de handball, de volley-ball masculin et de volley-ball féminin.